# Liste der Universitäten in Belgien
Im Föderalstaat Belgien liegt die gesetzgebende Gewalt über Hochschulen und Universitäten in Händen der Gemeinschaften. Die Universitäten in Belgien werden somit von der Flämischen, der Französischen oder Deutschsprachigen Gemeinschaft anerkannt. Die Gemeinschaften bestimmen ebenso, welche Diplome die Institute vergeben dürfen. Die meisten Universitäten sind französisch- oder niederländischsprachig. Deutschsprachige Volluniversitäten sind nicht existent, wohl aber seit 2005 die Autonome Hochschule Ostbelgien mit Bachelor-Studiengängen in den Fachbereichen Krankenpflege, Grundschullehramt und Lehramt Kindergarten sowie ein duales Studium in Finanz- und Verwaltungswissenschaften.

## Überblick
In Belgien gibt es für die wissenschaftliche Ausbildung zuständige Universitäten und Hochschulen, die wissenschaftlich fundierte angewandte Kenntnisse vermitteln. Des Weiteren bestehen andere Institute, die über das Abitur hinausgehende Studien anbieten, z. B. die Kunsthochschulen und die Hochschule für Seefahrt.
An Belgiens Universitäten gibt es drei Studienzyklen. Vor dem Bologna-Prozess endete der erste Studienabschnitt nach zwei bis drei Jahren mit dem akademischen Grad des Kandidaten (französisch candidat, niederländisch kandidaat), der auf dem ersten Abschluss aufbauende zweite Zyklus dauerte circa zwei bis vier Jahre und ist eine fachliche Vertiefung mit dem Abschluss als Lizenziat (französisch licencié, licentiaat) oder Ingenieur (französisch ingénieur civil, niederländisch burgerlijk ingenieur). Im Zuge des Bologna-Prozess werden diese Grade seit dem akademischen Jahr 2005/2006 jeweils Bachelor und Master genannt und die Studiendauer auf drei Jahre für den Bachelor und ein bis zwei für den Master harmonisiert. Wer eine wissenschaftliche Laufbahn anstrebt, kann zum Doktor promovieren. In der Regel betrug die Promotionszeit vor Bologna vier bis sechs Jahre. Seit Bologna dauert ein Doktorat mindestens drei Jahre.

## Niederländischsprachige Universitäten
Die niederlandophonen Universitäten sind:
| Logo | Sigle      | Name der Universität                                                                       | Stadt | Trägerschaft         | Gründung | Studenten | Erhebungsdetails    |
| ---- | ---------- | ------------------------------------------------------------------------------------------ | --- | -------------------- | -------- | --------- | ------------------- |
|      | K.U.Leuven | Katholieke Universiteit Leuven                                                             | Löwen, Aalst, Antwerpen, Brügge, Brüssel, Diepenbeek, Geel, Gent, Kortrijk, Ostende, Sint-Katelijne-Waver | frei, katholisch     | 1425     | 56.870    | Stand 10. Juni 2016 |
|      | UA         | Universiteit Antwerpen                                                                     | Antwerpen                                                                                                 | frei, konfessionslos | 2003     | 20.350    | Stand 10/06/2016    |
|      | UGent      | Universiteit Gent                                                                          | Gent | staatlich            | 1817     | 41.000    | Stand 10/06/2016    |
|      | UHasselt   | Universiteit Hasselt – Transnationale Universiteit Limburg – Limburgs Universitair Centrum | Hasselt                                                                                                   | frei, konfessionslos | 1971     | 06.042    | Stand 10/06/2016    |
|      | VUB        | Vrije Universiteit Brussel                                                                 | Brüssel                                                                                                   | frei, konfessionslos | 1834     | 14.000    | Stand 10/06/2016    |

Die Universitäten und Hochschulen der Flämischen Gemeinschaft haben sich zu Zusammenarbeitsverbänden (niederländisch associaties) zusammengeschlossen. Dazu zählen:
- die Associatie KU Leuven, die im Jahr 2002 gegründet wurde und 13 in der Regel katholische Universitäten und Hochschulen Flanderns umfasst.
- die Associatie van Universiteit en Hogescholen Antwerpen (AUHA), die die vier Hochschulen dieser Stadt zusammenschließt.
- die Associatie Universiteit Gent (AUGent), die Universitäten und Hochschulen in den Provinzen West- und Ostflandern vereint.
- die Associatie Universiteit Hasselt, die sich auf Hochschulen in der Provinz Limburg beschränkt.
- die Universitaire Associatie Brussel, die sich aus der Vrije Universiteit Brussel und der Erasmushogeschool Brussel zusammensetzt.

## Französischsprachige Universitäten
Die frankophonen Universitäten sind:
| Logo | Sigle     | Name der Universität               | Stadt                                                      | Trägerschaft         | Gründung | Studenten | Erhebungsdetails |
| ---- | --------- | ---------------------------------- | ---------------------------------------------------------- | -------------------- | -------- | --------- | ---------------- |
|      | ULiège    | Université de Liège                | Lüttich, Gembloux, Arlon                                   | staatlich            | 1817     | 25.000    | Stand 10/06/2016 |
|      | UCLouvain | Université catholique de Louvain   | Louvain-la-Neuve, Brüssel, Mons, Charleroi, Namur, Tournai | frei, katholisch     | 1425     | 34.300    | Stand 10/06/2016 |
|      | ULB       | Université libre de Bruxelles      | Brüssel, Charleroi                                         | frei, konfessionslos | 1834     | 24.000    | Stand 10/06/2016 |
|      | UMons     | Université de Mons                 | Mons, Charleroi                                            | frei, konfessionslos | 2007     | 07.000    | Stand 10/06/2016 |
|      | UNamur    | Université de Namur                | Namur                                                      | frei, katholisch     | 1831     | 06.200    | Stand 10/06/2016 |
|      | (USL-B)   | Université Saint-Louis – Bruxelles | Brüssel                                                    | frei, katholisch     | 1858     | 04.100    | Stand 10/06/2016 |

Die Universitäten der Französischen Gemeinschaft haben sich zudem zu drei sogenannten Akademien (französisch académies) zusammengeschlossen:
- Académie Louvain: UCL, FUNDP, FUSL und FUCaM
- Académie Wallonie-Bruxelles: ULB und UMons
- Académie Wallonie-Europe: ULg (einschließlich Faculté universitaire des Sciences agronomiques de Gembloux FUSAGx)[16]

## Andere anerkannte akademische Institute

### Deutschsprachige Hochschule
- Autonome Hochschule Ostbelgien, AHS, Eupen

### Einzelfakultäten
- Evangelische Theologische Faculteit, (ETF), Leuven (Unterricht teils in niederländischer Sprache, teils in englischer Sprache)
- Fakultät für protestantische Religionswissenschaft (niederländisch Faculteit voor Protestantse Godgeleerdheid, französisch Faculté universitaire de Théologie protestante), (UFPG/FUTP), Brüssel
- ICHEC Brussels Management School, Brüssel

### Postuniversitär
- College of Europe, Brügge
- Instituut voor Tropische Geneeskunde, Antwerpen
- Vlerick Business School, Löwen/Gent/Sankt Petersburg

### Militär
- Koninklijke Militaire School/École Royale Militaire (KMS/ERM), Brüssel

### Grenzüberschreitende Universität
- Transnationale Universiteit Limburg (tUL), Hasselt/Maastricht